# San Isidro Tetlapayac
San Isidro Tetlapayac är en ort i Mexiko.   Den ligger i kommunen Almoloya och delstaten Hidalgo, i den sydöstra delen av landet, 80 km öster om huvudstaden Mexico City. San Isidro Tetlapayac ligger 2 554 meter över havet och antalet invånare är 474.
Terrängen runt San Isidro Tetlapayac är kuperad åt nordost, men åt sydväst är den platt. Runt San Isidro Tetlapayac är det ganska tätbefolkat, med 60 invånare per kvadratkilometer. Närmaste större samhälle är Apan, 9,2 km nordväst om San Isidro Tetlapayac. Trakten runt San Isidro Tetlapayac består till största delen av jordbruksmark.